# Виїзд студентів з Кракова у 1549 році
«Виїзд студентів з Кракова у 1549 році» (пол. Wyjście żaków z Krakowa w roku 1549) — картина олією, написана Яном Матейком восени 1892 року в Кшеславіцах під час оздоровлення в заміському маєтку, що належав родині художника. Картина знаходиться в колекції Національного музею в Кракові та експонується в Будинку Яна Матейка на вулиці Флоріанській.

## Опис
На полотні Матейко зобразив площу Клепарського, щільно заповнену натовпами. На задньому плані, залиті світлом сонця, що сходить, видніються краківські будівлі: праворуч — Барбакан, брама Святого Флоріана і вдалині — вежі костелу Святої Марії; ліворуч, за брамою, видніється силует Колегіуму Університету Святого Флоріана. Центр композиції займає монастир спіритуалістів з найціннішою готичною частиною стін.
Подія, зображена Яном Матейком, стала наслідком суперечки, що сталася 14 травня 1549 року в Кракові між студентами Краківської академії та озброєними слугами канонічного ксьондза Анджея Чарнковського. Слуги напали на студентський гуртожиток при церкві Всіх Святих, який вони зруйнували, поранили студентів і навіть вбили одного (Єжи, сина Яна з Пеньяна). Справа, завдяки заступництву короля Сигізмунда Августа, дійшла до суду, але судовий розгляд не був неупередженим. Частина обурених студентів вирішила покинути Краків і перейти до інших університетів. Художник намалював момент, коли студенти натовпом покидають Краків. «Картина з великою групою натовпу витримана в коричнево-жовтих тонах з акцентами червоного і темно-зеленого».